# Observatorio Astronómico Tien Shan
El Observatorio Astronómico Tien Shan (también conocido por sus siglas TSHAO o TSAO) es un observatorio astronómico ubicado en las montañas de Tien Shan a 2.800 metros, 9.200 pies de altitud y 30 kilómetros al sur de la ciudad de Almaty en Kazajistán.
Hasta la caída de la Unión Soviética, el observatorio estuvo adscrito al Instituto Astronómico Sternberg. Es una institución científica estatal que pertenece al Instituto Astrofísico Fesenkov. Se utiliza a menudo para realizar investigaciones fotométricas de estrellas variables en la Vía Láctea.

## Historia
El observatorio fue fundado en 1957 durante la RSS de Kazajistán. Está situado en las montañas de Tien Shan, a una altitud de 2.735 metros y 8.973 pies sobre el nivel del mar, cerca del Gran Lago Almaty, a 30 kilómetros de la ciudad de Almaty. El observatorio cuenta con dos telescopios Ritchey-Chrétien de 1 metro, además de varios telescopios más pequeños. Sin embargo, el instrumento más grande es un radiotelescopio.
Después de la caída de la Unión Soviética en 1991, ninguno de los telescopios de 1 metro del observatorio estaba en condiciones de funcionar debido a equipos obsoletos y a la falta de piezas de repuesto.
Entre 1994 y 2008, el observatorio formó parte del Instituto Astrofísico Fesenkov (la principal organización científica de Kazajstán dedicada a la investigación fundamental en astronomía y astrofísica). Actualmente forma parte del Centro Nacional de Investigación y Tecnologías Espaciales de Kazajstán.
En 2013 se finalizaron los trabajos en el telescopio "Este" de 1 metro del observatorio y a finales de la primavera de 2014 entró en servicio su segundo telescopio de 1 metro llamado "Oeste". Actualmente ambos telescopios cuentan con sistemas de control remoto de última generación. Los controles remotos de los telescopios se gestionan a través de Internet.
Desde la instalación de los nuevos equipos, el observatorio ha llevado a cabo diversos proyectos, entre ellos, observaciones de exoplanetas, estudios de estrellas débiles en la Vía Láctea (que dieron como resultado el descubrimiento de un total de 20 estrellas variables), estudios de estrellas, registro del resplandor de los estallidos de rayos gamma y otros proyectos.
En colaboración con el Instituto de Astronomía y Ciencias Espaciales de Corea del Sur, el Observatorio Tien Shan tiene previsto instalar un telescopio automatizado de 50 centímetros de diámetro. El telescopio se conectará a los cuatro telescopios similares de Mongolia, Sudáfrica, Australia y Turquía, y pasará a formar parte de la red mundial de pequeños telescopios.

## Telescopios
- Dos telescopios Ritchey-Chrétien-Coudet. Su diámetro de espejo es de 1 metro (Zeiss-1000) y están equipados con un sistema de dirección semiautomático. El equipo también incluye un dispositivo fotográfico, espectrógrafo UAGS, sistema fotográfico de acortamiento del foco e interferómetro Fabri-Perrot. Los telescopios también están equipados con un polarímetro de dos canales con sistema de procesamiento digital de datos.
- Dos telescopios Cassegrain, con espejos de 48 centímetros de diámetro, equipados con fotómetros fotoeléctricos que permiten la adquisición simultánea de datos digitales a partir de cuatro canales fotométricos.
- Un telescopio-espectrógrafo solar horizontal HSFA.

Además, el observatorio también está equipado con un refractor Coudet de 20 centímetros, un telescopio solar horizontal ACU-5, un coronógrafo Nikolsky, un astrógrafo Schmidt y un reflector de 80 centímetros.